# Circle Jerks
Circle Jerks é uma banda punk estadunidense formada em 1979 em Hermosa Beach, Califórnia, pelo ex-vocalista do Black Flag, Keith Morris, e é considerada uma das pioneiras do hardcore punk.
A banda é caracterizada pelo uso de melodias simples e rápidas, canções com durações mínimas, em média pouco maiores que um minuto, e letras irônicas e bem-humoradas, muitas vezes tratando da sexualidade de forma explícita e debochada (a começar pelo nome da banda, que, literalmente, significa "círculo de punheteiros", expressão dada à competição de masturbação entre garotos).

## História

### Hardcore selvagem pelas ruas
Em 1979, o vocalista Keith Morris forma o Circle Jerks, após sua saída do Black Flag, motivada segundo ele "por não aguentar mais ouvir ordens". Completavam a formação Greg Hetson na guitarra, Roger Rogerson no baixo e Lucky Lehrer na bateria.
O primeiro álbum, Group Sex (sexo grupal), lançado em 1980, contém a extraordinária proporção de 14 músicas em apenas 16 minutos. O disco aborda temas como sexo,política e assuntos ligados à adolescência, sendo lançado pela gravadora Frontier Records.
No mesmo ano, a banda participou do imortal documentário The Decline of Western Civilization, de Penelope Spheeris, com cinco músicas do primeiro álbum tocadas  ao vivo ("Red Tape", "Back Against The Wall", "I Just Want Some Skank", "Beverly Hills" e "Wasted").
Em 1981, a banda assinou um contrato com IRS Records, subsidiado pela Faulty Products, lançando o segundo álbum da banda, Wild in the Streets. A Faulty Recods encerrou as operações com as bandas meses depois do lançamento do álbum, o que forçou o Circle Jerks a lançar o próximo álbum anos depois. Eles perderam as gravações do álbum, então eles fizeram um remix de multi-track em fitas junto com o álbum Group Sex, lançando em CD em 1988.
já com John Ingram (baterista substituto de Lucky Leher), assinaram um contrato com o produtor e gerente da Far Out Productions, Jerry Goldstein, e lançaram o terceiro álbum em 1983, Golden Shower Of Hits, sendo lançado na Goldstein's LAX. O álbum possui alguns covers de artistas como The Association, The Carpenters, e Tammy Wynette, que compõe a história de duas pessoas que se apaixonam, têm uma gravidez não programada, se casam e acabam se divorciando. Outra música, "Coup D'Etat", fez parte da trilha sonora do filme de Alex Cox, Repo Man, onde há uma participação da banda fazendo um acústico da música "When The Shit Hits The Fan".
Logo após o lançamento do filme "Repo Man", Lehrer e, pouco depois, Rogerson, saíram da banda. Foram substituídos por Earl Liberty (ex-Saccharine Trust) e Chuck Biscuits (ex-Black Flag e, mais tarde, Danzig), respectivamente. Lehrer se tornou um advogado e continuou morando no sul da Califórnia. Essa formação permaneceu por cerca de 2 anos. 
Em 1985, novas mudanças. Assumiram o baixista Zander Schloss (que fez uma participação no filme Repo Man) e o baterista Keith Clark. Também mudaram para a Relativity Records, criando o sublogo Combat Records, que se tornou um logo punk. Com essa formação, a banda gravou o álbum Wonderful, em 1985. 
Já em 1987, foi gravado o álbum VI, que inclui um cover do Creedence Clearwater Revival ("Fortunate Son") e a música "Love Kills", que saiu no álbum da trilha sonora do filme Sid and Nancy do diretor Alex Cox. Embora a música não esteja no filme, ela foi lançada no álbum da trilha sonora. O álbum VI foi o único lançado no Brasil, no formato LP pela gravadora Eldorado em 1988.
A banda terminou em 1990, mas sua última turnê foi gravada ao vivo no álbum Gig, lançado em 1991. Hetson continuou na guitarra do Bad Religion, banda paralela desde 1984; Schloss tocou guitarra em diversas bandas; Keith Clark inicialmente deu um tempo da vida musical, e Keith Morris teve alguns problemas de trabalho e de saúde, o que levou a maneirar no álcool e nas drogas por um bom tempo.
A influência do Circle Jerks é notável não só no seu país de origem, mas também no hardcore internacional. No Brasil, a banda Ratos de Porão regravou a música "Red Tape" em seu álbum de covers, Feijoada Acidente? - Internacional.

### Retornos e hiatos

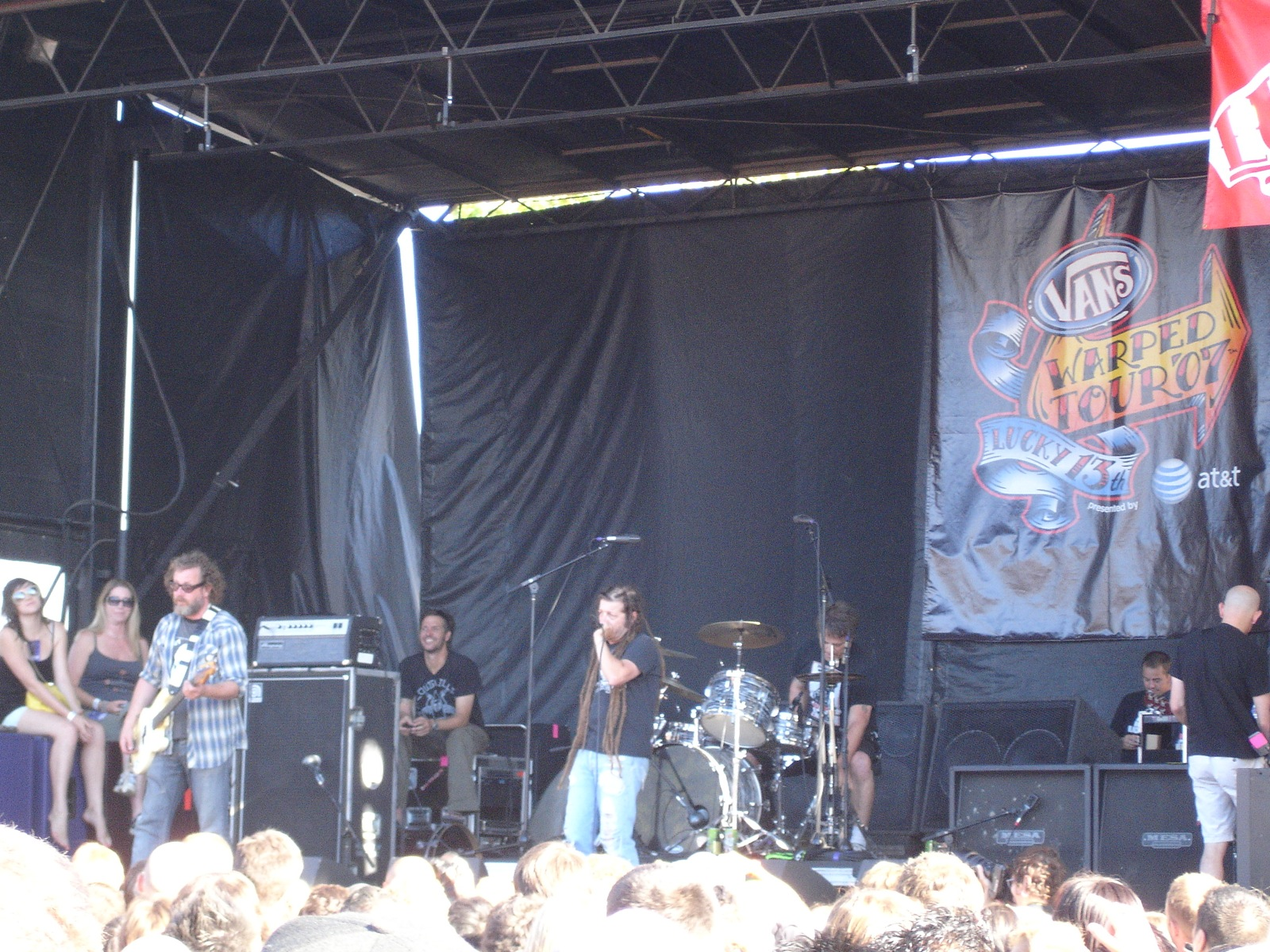
Circle Jerks (2007)

O Circle Jerks só voltou em 1995, do mesmo jeito que estavam no álbum Wonderful, assinando um contrado com a gravadora Mercury Records. Como não gostavam da nova era do Nirvana, a banda passou por algumas complicações. Hetson ainda tocava no Bad Religion, que tinha assinado um contrato com a Atlantic Records, enquanto Zander Schloss estava participando de uma parte de um contrato com Interscope. 

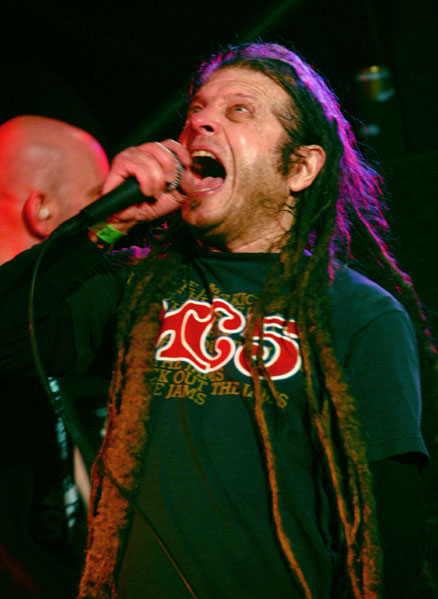
Keith Morris em concerto com a banda em Austin, Texas em 2004. (Foto: Steve Hopson Photography, stevehopson.com.)

A banda gravou o álbum Oddities, Abnormalities and Curiosities que foi lançando no verão de 1995. Uma das músicas do álbum era um cover do The Soft Boys, tocando a música "I Wanna Destroy You" com backing vocal da cantora e compositora pop, Deborah Gibson, que tinha recém gravado um álbum solo com o mesmo produtor do Circle Jerks. Ela também apareceu de surpresa em uma apresentação da banda no CBGB's em Nova York com a música "I Wanna Destroy You", despertando bastante atenção pelas suas performances. Pagaram para ela participar de uma turnê de 3 semanas. Logo após isso a banda separou-se novamente, voltando apenas mais tarde, porém sem Keith Clark, que deixou a banda e a música de vez. Em 1996, Roger Rogerson (baixista da primeira formação) morre vítima de overdose.
A banda deu um tempo em 2000, quando Morris descobriu que tinha diabetes. Fizeram a turnê The Core com Morris, Hetson e Schloss, junto com um novo baterista, Kevin Fitzgerald, que entrou na banda em 2000. 
Em 2004, o Circle Jerks lançou um DVD ao vivo pela Kung-Fu Records, The Show Must Go Off!, onde tocam grande parte das músicas clássicas dos álbuns deles de estúdio, além do mais tocam covers de The Weirdos ("Solitary Confinement") e Black Flag ("Nervous Breakdown"). 
Participaram de um comercial de televisão para a XM Satellite Radio tocando a música "Operation" do álbum Group Sex. Em 2007, a companhia de skate Vans, pôs em circulação o tênis Circle Jerks e, em 7 de março de 2009, a banda tocou no Brasil, em São Paulo.
Quando a banda anuncia que estava compondo novo material, ocorre uma desavença entreo produtor escolhido: Dimitri Coats, que discordou que as músicas de Greg Hetson estivessem boas o suficiente. A banda quis demití-lo, porem Keith Morris acabou ficando de seu lado, e assim a banda Off! foi formada.
O hiato só acabou quando faria aniversário o primeiro álbum "Group Sex", fazendo com que a banda voltasse à ativa e anunciásse a entrada de Joey Castillo como baterista.

## Discografia

### Álbuns
- Group Sex (1980, Frontier)
- Wild in the Streets (1981, Frontier)
- Golden Shower of Hits (1983, LAX)
- Wonderful (1985, Combat Core)
- VI (1987, Relativity)
- Gig (1992, Live, Relativity)
- Oddities, Abnormalities and Curiosities (1995, Mercury)
- Live At The Fillmore 1982 (2010, CD Presents)

### EPs
- Jerks On '45 (7", Rhino, 1983)
- Wonderful" (2 songs on 12", Combat Core, 1985)
- Wild In The Streets (7", Posh Boy, 1990)
- Teenage Electric (7", Mercury, 1995)
- I Wanna Destroy You (CD single, Mercury, 1995)
- The Unfortunate Son (7" bootleg, Snook Heaven, 1996)

### Trilhas sonoras
- Decline Of The Western Civilization - Soundtrack (MGM, 1981)
- Repo Man - Soundtrack (MCA, 1984)
- Love Kills - The Sid And Nancy Sountrack (MCA, 1986)

## Vídeografia

### DVD
- Live at House of Blues (2004, Kung-Fu)
- Circle Jerks: My career as a jerks (2012)

## Formação original
- Keith Morris - vocais
- Greg Hetson - guitarra
- Roger Rogerson - baixo
- Lucky Lehrer - bateria